# 西照寺 (杉並区)
西照寺（さいしょうじ）は、東京都杉並区にある曹洞宗の寺院。

## 概要
1574年（天正2年）、明堂文龍によって開山した。日比谷沖の海中より発見された阿弥陀如来像を安置していた御堂を寺院化したものである。
その後、徳川家康による江戸城築城で武家地となったため、1612年（慶長17年）に芝金杉（現・港区芝）に移転し、1665年（寛文5年）に芝白金台町（現・港区白金）に移転した。
1677年（延宝5年）に勘定奉行など幕府の要職を歴任した岡田善政が葬られて以降、旗本岡田家の菩提寺となった。
明治維新時の放火で全焼したが、間もなく再建している。再建した建物に島崎藤村が寄宿していたことがある。都市開発の影響で、1911年（明治44年）に現在地に移転した。

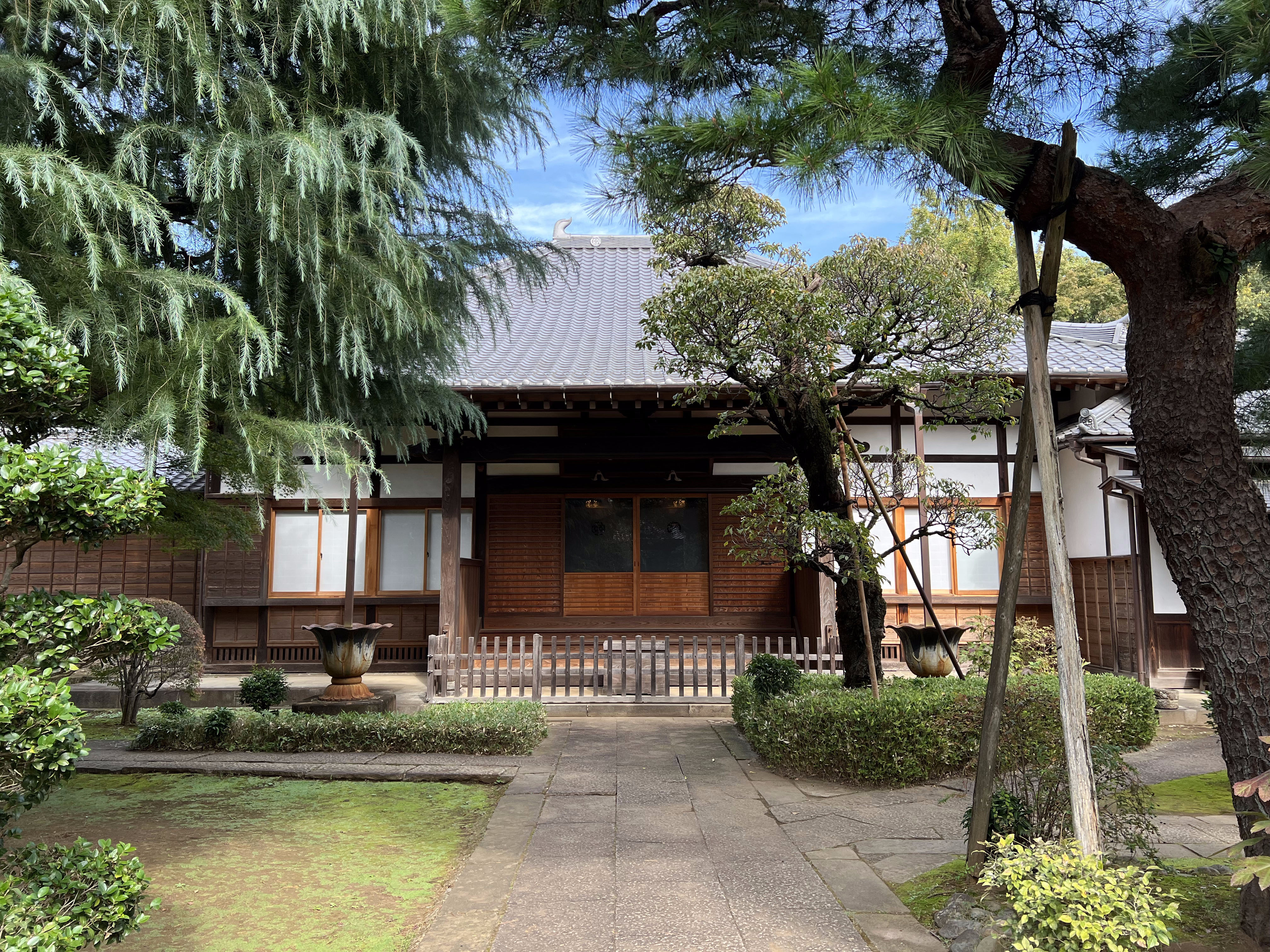
本堂

## 墓所
- 岡田善政（勘定奉行）
- 山村良旺（南町奉行）
- 佐瀬得所（書家）
- 林松山（画家、得所の弟）

## 交通アクセス
- 地下鉄丸ノ内線新高円寺駅より徒歩6分。
- 中央線快速・高円寺駅より徒歩10分